# طاهر جليل حبوش

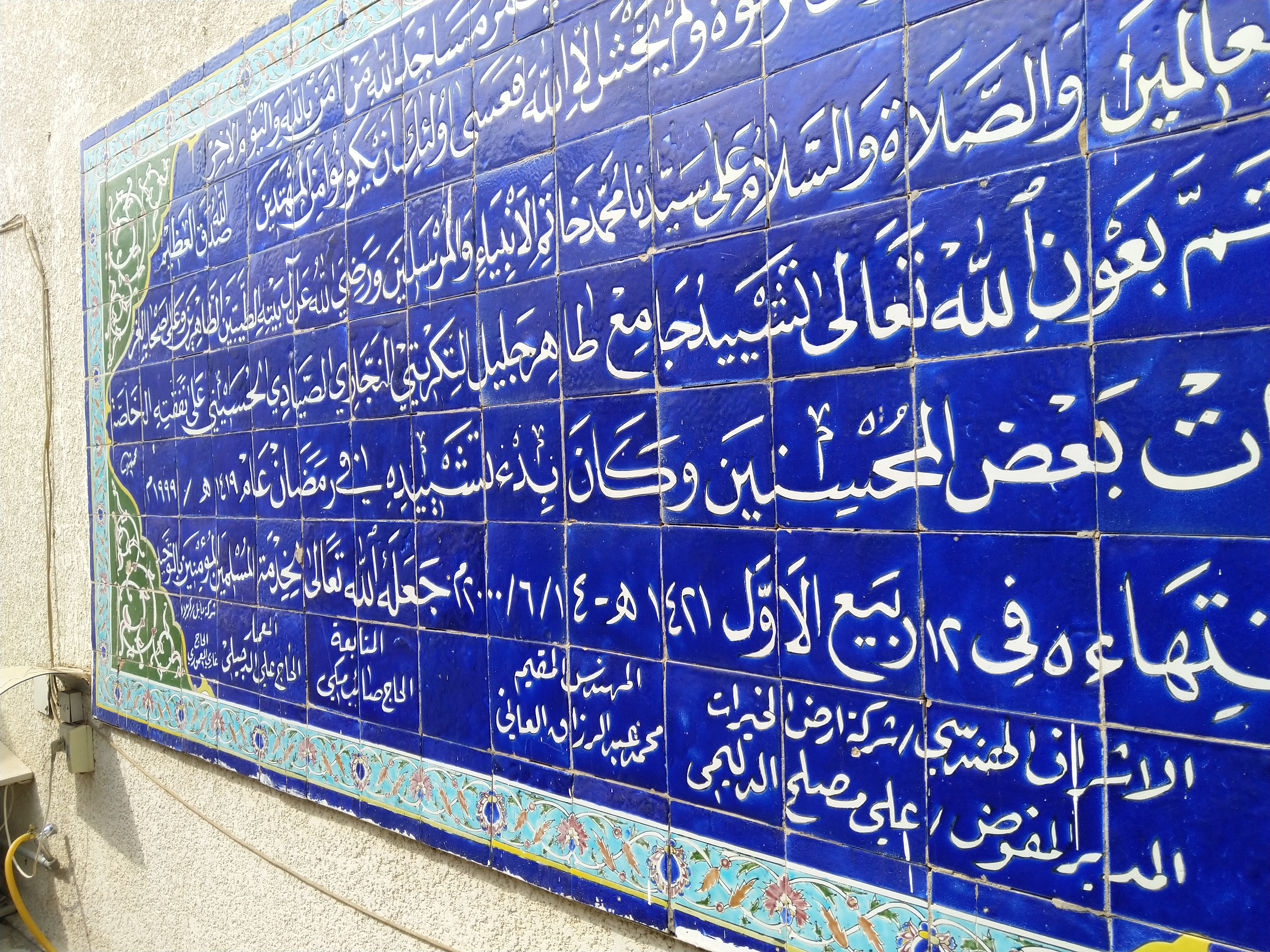
جدارية في مسجد في بغداد تذكر أنه المسجد بني على نفقته

طاهر جليل الحبوش رئيس المخابرات العراقية في عهد الرئيس صدام حسين، ولد في مدينة تكريت عام 1950[بحاجة لمصدر]. وهو خريج كلية الشرطة وحصل على إجازة القانون من جامعة بغداد. تدرّج في المناصب الحكومية في سلك الأمن والسلك الدبلوماسي ومكاتب قيادة حزب البعث وغيرها من الدوائر، ثم أصبح محافظاً لذي قار ووزيراً عاماً للشرطة ومن بعدها مديراً للأمن العام، وكانت رئاسة المخابرات العراقية آخر منصب تولاه عشية الغزو الأميركي.

## رسالة طاهر جليل حبوش
بعد غزو العراق ظهرت رسالة زعم أنها مكتوبة بخط يد طاهر جليل حبوش في 1 يوليو 2001 موجهة إلى رئيس مجلس قيادة الثورة وحزب البعث ورئيس الجمهورية صدام ويقول فيها: "جاء محمد عطا وهو مصري الجنسية مع عامر وقمنا باستضافته في بيت أبو نضال في منطقة الدورة وهو تحت اشراف مباشر منا ورتبنا برنامج عمل له لمدة ثلاثة أيام مع فريق مكرس للعمل معه وقد قدم جهد استثنائي وأظهر التزاماً راسخاً بقيادة الفريق الذي سيكون مسؤولاً عن مهاجمة الأهداف التي اتفقنا على تدميرها "
ظهر فيما بعد أن الرسالة مزورة وأن وكالة الاستخبارات الأمريكية لفقتها ودفعت مبلغ خمسة ملايين دولار لحبوش ليوقعها ضمن محاولات إدارة جورج دبليو بوش لتسويق وتبرير غزوها للعراق.